# Friedrich Ludwig zu Hohenlohe-Ingelfingen
Friedrich Ludwig zu Hohenlohe-Ingelfingen (ur. 31 stycznia 1746 w Ingelfingen, zm. 15 lutego 1818 w Sławięcicach) – pruski generał, głównodowodzący w bitwie pod Jeną w 1806 roku, książę Rzeszy na Ingelfingen i Öhringen, członek rodu Hohenlohe.

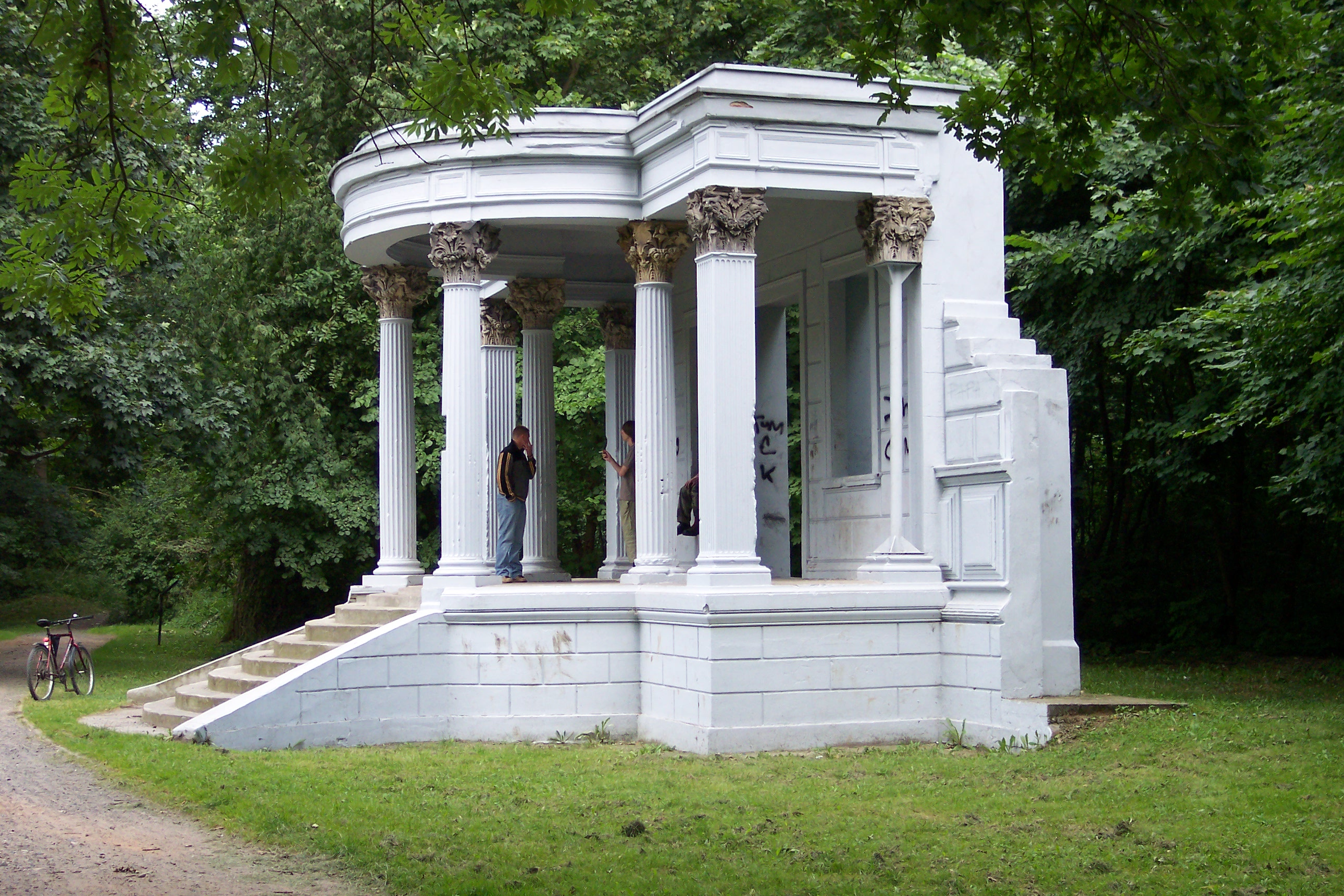
Pozostałość po pałacu w parku zabytkowym w Sławięcicach

## Życiorys
Friedrich Ludwig pochodził z linii Neuenstein. Urodził się w Ingelfingen w posiadłościach rodu Hohenlohe, leżących w dzisiejszym Hohenlohekreis w Badenii-Wirtembergii. Uczestniczył w wojnie siedmioletniej (1756–1763) oraz wojnie o sukcesję bawarską (1778–1779). W 1768 r. wstąpił do pruskiej armii. Walczył z rewolucyjną Francją, a dzięki skutecznej obronie Frankfurtu nad Menem w 1795 został pierwszym honorowym obywatelem tego miasta.
Poprzez małżeństwo z hrabianką Amalią von Hoym przejął na Śląsku majątki wokół Sławięcic. Po śmierci ojca w 1796 roku odziedziczył po nim księstwo Ingelfingen. W 1799 r. ze śląskich dóbr utworzył fideikomis. Prowadził liczne inwestycje przemysłowe. W 1804 przejął posiadłości Gorzów Śląski i Koszęcin, a w 1805 r. księstwo Öhringen, włączone wkrótce (1806) politycznie do królestwa Wirtembergii.
14 października 1806 dowodził wojskami pruskimi w bitwie pod Jeną, zakończoną klęską Prusaków. Po śmierci Karola Wilhelma, ks. Brunszwiku, objął dowództwo nad całą armią pruską. Wobec całkowitej klęski skapitulował ostatecznie koło Prenzlau. Niedługo potem, obwiniany za klęskę przez króla Fryderyka Wilhelma III złożył dymisję.
Wkrótce władzę w Öhringen przekazał synowi, Augustowi zu Hohenlohe-Öhringen, a w Ingelfingen Adolfowi zu Hohenlohe-Ingelfingen, pełniącemu później krótko urząd premiera Prus. Sam przeniósł się na Śląsk.
W 1811 przekazał Augustowi śląskie dobra. Zmarł kilka lat później w sławięcickim pałacu.

## Odznaczenia
- Order Feniksa (Hohenlohe)[1]
- Order Orła Czarnego (Prusy)[1]
- Order Orła Czerwonego (Prusy)[1]
- Order Świętego Andrzeja Apostoła (Rosja)[1]
- Order Świętego Aleksandra Newskiego (Rosja)[1]
- Order Świętej Anny (Rosja)[1]
- Order Orła Białego (Polska)[1]
- Order Świętego Huberta (Bawaria)[1]
- Order Zasługi Wojskowej (Bawaria)[1]
- Order Lwa Złotego (Hesja)[1]
- Order Zasługi Wojskowej (Hesja)[1]